# Terminator : Les Chroniques de Sarah Connor
Terminator : Les Chroniques de Sarah Connor (Terminator: The Sarah Connor Chronicles) est une série télévisée américaine en 31 épisodes de 43 minutes créée par Josh Friedman diffusée entre le 13 janvier 2008 et le 10 avril 2009 sur le réseau FOX et en simultané sur le réseau CTV au Canada.
En Belgique, la série est diffusée depuis le 19 octobre 2008 sur La Deux ; au Québec, depuis le 5 janvier 2009 sur TQS et en France, depuis le 12 février 2009 sur TMC. 
Le pilote diffusé le 13 janvier 2008 sur la Fox enregistre un début prometteur avec 18.4 millions de téléspectateurs. La série fut annulée seulement après deux saisons au vu d’une forte érosion des audiences lors de la saison 2 avec seulement trois millions en moyenne.

## Synopsis
Cette série est dérivée de la franchise Terminator. L'action est située après Terminator 2 : Le Jugement dernier. À partir de cet instant, le temps n'étant pas linéaire mais constamment modifié, un futur alternatif apparait, qui ne tiendrait pas compte du troisième épisode de la franchise, Terminator 3 : Le Soulèvement des machines. La série raconte la fuite de Sarah Connor et de son fils John, qui cherchent à échapper à deux dangers : les autorités américaines, mais surtout les Terminators envoyés par Skynet pour éliminer le jeune homme et l'empêcher ainsi de prendre, dans le futur, la tête de la Résistance. Sarah tente d'empêcher l'avènement de Skynet, afin d'éviter la guerre nucléaire et la domination des machines sur l'humanité.

## Distribution

### Acteurs principaux
- Lena Headey (VF : Marjorie Frantz) : Sarah Connor
- Thomas Dekker (VF : Donald Reignoux) : John Connor
- Summer Glau (VF : Olivia Luccioni) : Cameron Phillips
- Richard T. Jones (VF : Jean-Paul Pitolin) : James Ellison
- Brian Austin Green (VF : David Krüger) : Derek Reese
- Leven Rambin (VF : Barbara Beretta) : Riley Dawson (2008)
- Owain Yeoman puis Garret Dillahunt (VF : Xavier Fagnon) : Cromartie / John Henry / George Laszlo
- Shirley Manson (VF : Sybille Tureau) : Catherine Weaver (2008-2009)
- Arnold Schwarzenegger (VF : Daniel Beretta) : Narrateur (Saison 2)

### Acteurs secondaires
- Bruce Davison : Dr Silberman
- Dean Winters (VF : Nicolas Marié) : Charley Dixon
- Sonya Walger (VF : Stéphanie Lafforgue) : Michelle Dixon
- Sabrina Perez (VF : Dorothée Pousséo) : Chola
- Jesse Garcia (VF : Thierry Wermuth) : Carlos
- Brendan Hines (VF : Jean-Pierre Michaël) : Andy Goode
- Stephanie Jacobsen (VF : Véronique Desmadryl) : Jesse Flores
- Busy Philipps (VF : Caroline Victoria) : Kacy Corbin
- Dorian Harewood (VF : Hervé Jolly) : Dr Boyd Sherman
- Jonathan Jackson (VF : Cédric Dumond) : Kyle Reese

## Personnages

### Personnages principaux
- Sarah Connor est un personnage central dans la série des Terminator. Elle est la mère de John Connor, celui qui deviendra un jour le chef de la résistance humaine. Elle est perçue comme une fugitive mentalement dérangée par les autorités, qui ne croient pas son histoire à propos des Terminators.
- John Connor est le fils de Sarah. Le futur chef de la résistance humaine. Il n'a que quinze ans au début de la série et fête son anniversaire lors de la fin de la première saison.
- Cameron Phillips est un Terminator à l'apparence d'une femme, reconfigurée et envoyée depuis l'année 2027 pour protéger John Connor. Son modèle et ses capacités exactes n'ont toujours pas été révélées (on peut cependant supposer qu'il s'agit d'un modèle T-888). Elle peut imiter le comportement humain bien mieux qu'un modèle T-800 et est capable de consommer de la nourriture. L'humaine qui a servi de modèle pour son enveloppe charnelle était une résistante du futur appelée Allison Young.
- James Ellison est un agent du FBI à la poursuite de Sarah Connor. Après la collecte de preuves inexplicables, il commence à remettre en question le dérangement mental de Connor. Son personnage ambigu évolue tout au long de la série où il quitte le FBI au début de la seconde saison pour rejoindre Zeira Corp, une multinationale qui cache en fait un dessein plus important, afin de devenir le Chef de la Sécurité. Il a ensuite pour mission, au sein de Zeira Corp, d'apprendre les notions de bien et de mal à John Henry, intelligence artificielle super sophistiquée.
- Derek Reese est un combattant de la Résistance, envoyé dans le passé par le futur John Connor. Il est le frère aîné de Kyle Reese et l'oncle biologique de John. Il reconnaît Cameron depuis son futur, mais ne lui fait pas confiance. Personnage récurrent dans la première saison, il devient régulier dans la seconde.
- Catherine Weaver est un T-1001 envoyé afin de devenir la PDG de Zeira Corp, une société de haute technologie qui développera une intelligence artificielle très semblable au futur Skynet (construite à partir d'un code source créé par Myles Dyson et à partir du Turk). Elle apparaît depuis la deuxième saison. Elle a une fille, Savannah, qui est en fait la fille de la vraie Catherine Weaver dont elle a pris la place, sans doute à la suite du crash du couple Weaver où le père de Savannah trouve la mort. Elle semble attachée à Savannah, même si elle a du mal à créer un lien maternel affectueux avec elle.
- Riley Dawson est une nouvelle camarade de classe de John. Elle semble l'apprécier beaucoup et n'hésite pas à braver les interdits imposés par Sarah. Riley est apparue au début de la seconde saison. Vers la fin de la seconde saison, on apprend qu'elle est en fait une jeune enfant du futur qui a été amenée par Jesse. Sa mission, que Jesse lui a imposé après l'avoir « sauvée » d'une vie misérable dans le futur pour lui offrir un paradis dans le passé en la ramenant, est de séduire John (dont elle tombe amoureuse au fur et à mesure) et de l'éloigner de sa mère et surtout de Cameron. En réalité, le vrai objectif de Jesse est que Riley se fasse tuer par Cameron pour discréditer cette dernière et que John n'ait plus confiance en elle et la désactive. Lorsque Riley s'en rend compte, elle va trouver Jesse dans sa chambre d'hôtel, s'ensuit une bagarre et Jesse la tue.
- Cromartie est interprété par Owain Yeoman dans l'épisode pilote puis par Garret Dillahunt dans les épisodes suivants (saison 1 et 2). Il est le principal méchant de la 1re saison et de la moitié de la 2e, il a été envoyé par Skynet dans le passé, en 1999, pour tuer John Connor. Transporté en 2007 en même temps que John, Sarah et Cameron, il les poursuit sans relâche. Il finit par être terrassé par John, Sarah, Cameron et James Ellison. Ne disposant pas de thermite, ces derniers se contentent de l'enterrer afin de revenir le brûler plus tard. Pendant ce laps de temps, James Ellison déterre le corps de Cromartie sur les conseils de son employeuse Catherine Weaver (qui est en fait un T-1000). Weaver souhaite permettre à son projet d'intelligence artificielle de « s'incarner » dans la dépouille du Terminator afin de la rendre plus apte à communiquer et à comprendre l'âme humaine. L'enveloppe de Cromartie commence à apprendre beaucoup plus vite, notamment au contact de la fille de Weaver, pour qui il finit par ressentir de l'attachement (en envoyant par exemple John et Sarah la sauver, ou en apprenant à chanter la chanson folklorique écossaise Donald where's your trousers).

### Personnages secondaires
- Jesse Flores est une des membres de la résistance australienne et la petite amie de Derek. Dans le futur, elle est le second officier d'un sous-marin. Au présent, elle s'est donné comme mission d'éloigner John de Cameron (dont elle se méfie du rôle dans le futur en s'imaginant que les humains de la Résistance sont manipulés par les machines), en lui faisant connaître une jeune de son âge : Riley. Jesse se fera tuer par Derek Reese une fois son rôle dans la mort de Riley découvert.
- Charley Dixon est l'ex-fiancé de Sarah Connor. Il la cherche durant quelques épisodes. À l'origine, ce personnage devait s'appeler Burke Daniels et être interprété par Tim Guinee.
- Andy Goode est un ancien employé de Caltech ayant intégré Cyberdyne Systems en tant qu'assistant de Miles Dyson. Il crée un programme de jeu d'échecs possédant une intelligence artificielle avancée, « le Turc » (référence au « Turc mécanique » et au superordinateur Deep Blue). Sarah Connor craint que ce programme mène à la création de Skynet. Après la défaite du « Turc » lors d'un match face à un ordinateur japonais, Derek Reese tue Andy.
- Carter est un Terminator envoyé dans le passé pour protéger de grandes quantités de coltan, une substance utilisée dans l'endosquelette des Terminators. Cameron Phillips enferme ce Terminator dans un abri antinucléaire militaire.
- Vick est un Terminator T-888 envoyé dans le passé pour aider à créer un réseau de surveillance du trafic que Skynet espère utiliser dans le futur. Vick parvient à épouser la principale gestionnaire du projet, assassine l'un de ses ennemis politique et change sa mission pour attaquer un groupe de combattants de la résistance (celui dont Derek Reese fait partie) lorsqu'il remarque que ce groupe espionne sa femme. Il est détruit par Cameron Phillips, qui garde son unité centrale afin de l'analyser davantage.
- Cheri Westin est la partenaire de John Connor pendant le cours de chimie. Elle semble troublée et fuit quiconque tente d'en faire son amie, y compris John. Morris, un autre camarade de classe, révèle à John que Cheri peut avoir une vie troublée à la suite d'un incident inconnu survenu dans sa précédente école. Un rôle futur plus important semble apparaître, mais comme la série a été arrêtée prématurément, le mystère reste entier…

## Commentaires
- Certains noms de différents personnages de la série semblent être repris en hommage à certains noms pouvant apparaître dans les génériques des films
  - L'origine du nom de Cameron vient de James Cameron, le réalisateur de deux des six films Terminator.
  - L'origine du nom de James Ellison vient quant à lui de Harlan Ellison, grand écrivain de science fiction, mis à l'honneur dans le générique du premier opus Terminator[4].
  - Un personnage nommé Andrew Goode prend à un moment le pseudonyme de Wiliam Wisher, le scénariste de Terminator 2.
- Sur la VF de la deuxième saison, un autre clin d'œil est fait aux films, puisque lors du générique du début, on peut y entendre une voix racontant l'histoire ainsi que les exploits que devront entreprendre les protagonistes. Cette voix n'est autre que celle de Daniel Beretta, la voix française d'Arnold Schwarzenegger.
- La série étant officiellement annulée après la deuxième saison, le rôle de Cheri Westin restera un mystère.

### Production

#### Développement
Le 9 novembre 2005, Variety annonce qu'une série télévisée basée sur la franchise Terminator était en production auprès de C-2 Pictures, qui a également produit Terminator 3 : Le Soulèvement des machines, en association avec Warner Bros. Television. La FOX rejoint le projet en autorisant l'épisode pilote dont le scénario serait signé Josh Friedman. Ce dernier serait également producteur exécutif de la série, en collaboration avec Andrew Vajna, Mario Kassar et James Middleton.
La série, initialement intitulée The Sarah Connor Chronicles (Les Chroniques de Sarah Connor), se concentre sur le personnage de Sarah Connor qui fuit avec son fils après les événements de Terminator 2 : Le Jugement dernier. Middleton déclare à propos du personnage qu'« elle a le poids du monde sur les épaules et doit également élever son fils adolescent qui pourrait être le salut de l'humanité. » Friedman ajoute que la série comprendra moins de séquences d'action à cause du budget plus restreint de la télévision, par rapport aux films du genre.
La FOX autorise la production le 28 août 2006, après que Warner Bros. Television engage David Nutter pour réaliser l'épisode pilote. La série fait partie des sept nouvelles émissions choisies par la FOX pour la saison 2007-2008.
Lors d'une interview, le 20 juin 2007, Friedman déclare que la série ne tournerait pas autour d'une intrigue du type « Terminator de la semaine » et que Sarah Connor, son fils et Cameron Phillips (un modèle de Terminator avancé, envoyé du futur pour les protéger) auraient d'autres menaces à traiter que des Terminators. Skynet ferait également son apparition alors que la série avance. De plus, Friedman ajoute que les événements de Terminator 3 : Le Soulèvement des machines se déroulent dans une ligne du temps autre que celle de la série. En plus d'avoir complètement planifié l'arc narratif de la première saison, Friedman a une bonne idée de l'intrigue des trois saisons suivantes.
Lors de la rencontre du Television Critics Association qui eut lieu au cours de l'été 2007, Peter Liguori, de la FOX, déclara que la scène de l'épisode pilote, impliquant un Terminator se faisant passer pour un enseignant tirant sur John durant les cours, devrait être modifiée, à la suite de la fusillade de l'université Virginia Tech. Bien que cette scène ait finalement été maintenue dans l'épisode, une autre scène, montrant des étudiants après les événements alors que l'agent du FBI Ellison constate les dégâts, a été supprimée.
L'équipe de production de la série annonce lors de la rencontre de cette même Television Critics Association en juillet 2008 que la deuxième saison serait moins « série » et davantage « feuilleton ».
À la suite des mauvaises audiences, la série est officiellement annulée le 18 mai 2009.

#### Distribution

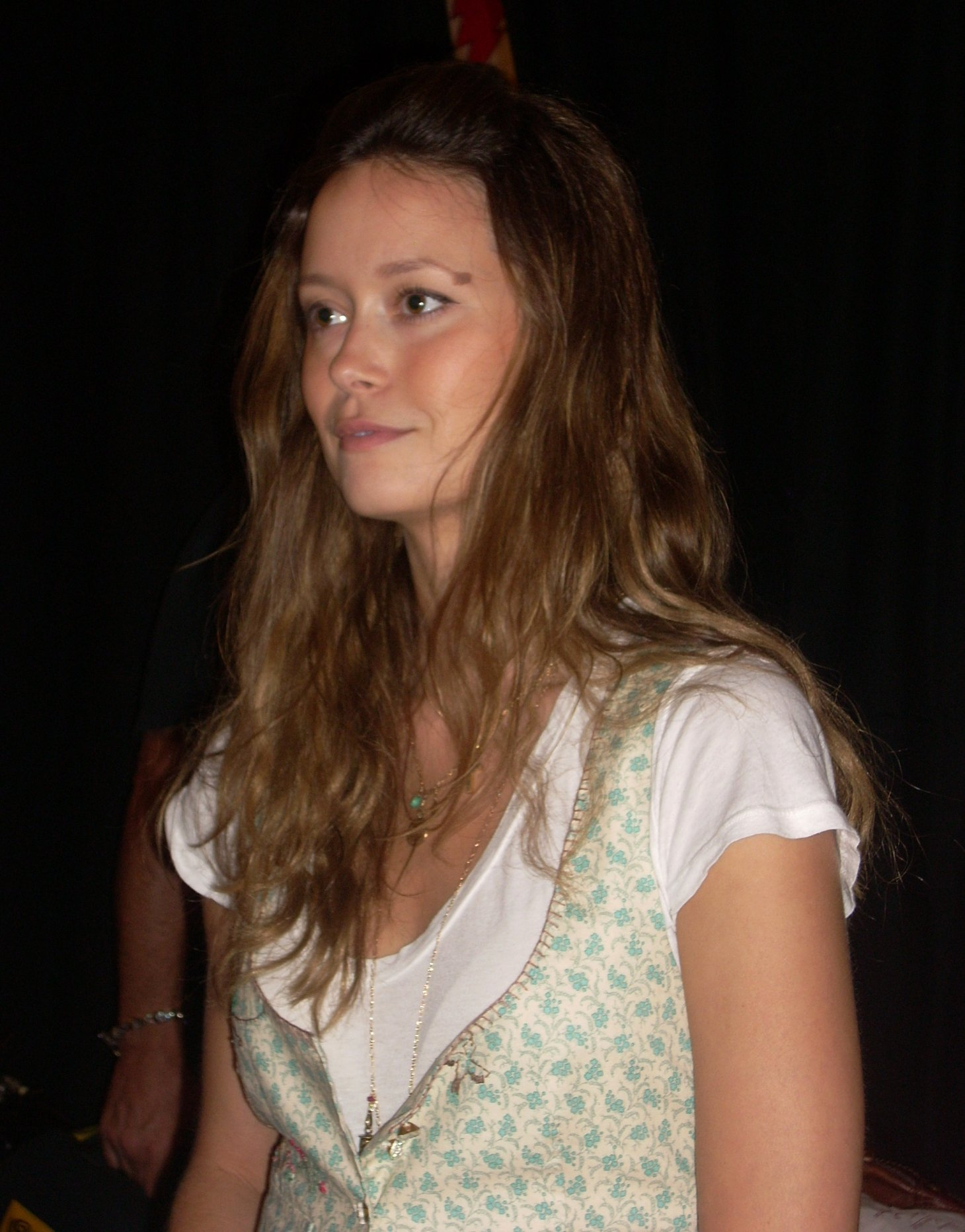
L'actrice Summer Glau à une rencontre de fans de la série, en septembre 2008.

Le processus de casting de la série a pris seize semaines durant lesquelles les producteurs ont auditionné des acteurs non seulement américains, mais également australiens, canadiens et britanniques. Plus de 300 actrices ont été auditionnées pour interpréter le rôle de Sarah Connor, l'héroïne de la série. Friedman décrit l'actrice qu'il recherche comme quelqu'un « qui personnifie cet esprit et qui est crédible dans ce rôle et pas une quelconque chose glamour, hollywoodienne semblant d'actrice ». Après qu'un ami lui recommande l'actrice Lena Headey pour ce rôle, Friedman visionne son audition, et pense qu'elle est « une femme très très résistante ». Headey obtient officiellement le rôle le 7 novembre 2006.
Le 7 décembre 2006, la production annonce que le rôle de John Connor, qui est un adolescent de 15 ans, sera joué par Thomas Dekker. L'agent de Dekker menace de le retirer de la série Heroes, afin de s'assurer que son personnage Zach n'y soit pas homosexuel, croyant que cela amoindrirait les chances de Dekker d'obtenir le rôle de John Connor. Dekker déclare à propos des films Terminator : « C'étaient mes films préférés quand j'étais plus jeune. Donc, c'est vraiment ironique que je sois amené à faire cela. Et je sais que pour la plus jeune génération et pour moi, John était aussi important que Sarah, et je connais beaucoup de personnes qui sont très attachées à John. ».
Les deux derniers membres principaux de la distribution, Richard T. Jones et Summer Glau, ont été présentés respectivement en janvier et février 2007. Jones assimile son personnage, un agent du FBI, à celui de Tommy Lee Jones dans Le Fugitif. De plus, la production l'autorise à improviser quelques lignes de son personnage pour fournir « un peu d'effet comique » à la série. À l'inverse de Dekker, Glau ne connaissait pas la série des Terminator avant de se voir engager pour jouer Cameron Phillips, dont le rôle dans la série était gardé secret. Secret qu'elle dévoile plus tard en indiquant qu'elle incarne un Terminator envoyé du futur pour protéger John. Friedman voulait déjà attribuer un rôle à Glau dans un épisode pilote qu'il avait écrit quatre ans avant Chronicles, mais elle devait déjà tourner Serenity. Glau déclare qu'elle s'est sentie « intimidée » par le rôle parce que son personnage avait à la fois des caractéristiques humaines et robotiques.
Le rôle de Cromartie, un Terminator envoyé pour tuer John Connor, fut d'abord attribué à Owain Yeoman, qui apparaît dans le pilote. La presse spécialisée rapporte le 24 septembre 2007 que Garret Dillahunt rejoint la série pour ce même rôle.
La FOX annonce en avril 2008 que Brian Austin Green serait un membre régulier de la distribution lors de la deuxième saison. La chanteuse du groupe Garbage, Shirley Manson, jouera le rôle de Catherine Weaver, PDG de Zeira Corp lors de la seconde saison. En juin, la vedette de La Force du destin (All My Children), Leven Rambin, est enrôlée en tant que Riley, une nouvelle amie d'école de John.

#### Tournage
L'épisode pilote est essentiellement tourné à Albuquerque, au Nouveau-Mexique à partir du 24 janvier 2007 pendant environ un mois,. Les épisodes suivants de la série sont filmés dans le « backlot » des studios Warner Bros en Californie, où était monté le plateau utilisé pour la série Gilmore Girls dans le cadre de leur ville fictive, Stars Hollow.

#### Doublage
Le doublage en français de la série est assuré par Dubbing Brothers, sous la direction artistique de José Luccioni.

### Diffusion française
En France, TF1 a acheté les droits de diffusion de la série et elle devait être diffusée durant la période 2008-2009, elle a finalement été diffusée à partir du 12 février 2009 sur sa filiale, la chaine TMC. TF1 a par la suite diffusé la saison 1 du 18 octobre 2009 au 13 décembre 2009.
La saison 2 a été diffusée sur une chaîne du groupe TF1 : NT1 du 27 novembre 2010 au 24 février 2011 en troisième partie de soirée, après minuit. La chaîne TF6 rediffusera la série en mars 2011 en prime time.

## Produits dérivés

### DVD
| Saison 1 | |
| Détails du coffret | Bonus |
| Aux États-Unis : - Les neuf épisodes, répartis sur trois DVD - Langues : Anglais 5.1, Portugais 2.0 - Sous titres : Anglais, Français, Espagnol, Portugais, Chinois, Coréen, Thaï - Distributeur : Warner Home Video Au Royaume-Uni : - Les neuf épisodes répartis sur trois DVD - Langues : Anglais 5.1 - Sous titres : Anglais - Distributeur : Warner Home Video En France : - Les neuf épisodes, répartis sur trois DVD - Langues : Anglais, Français, Allemand, Espagnol, Portugais - Sous titres : Français, Espagnol, Néerlandais, Tchèque, Danois, Finnois, Norvégien, Portugais, Polonais, Turc, Grec, Hébreu, Suédois - Pour malentendants : Anglais, Allemand - Distributeur : Warner Home Video | Aux États-Unis : - Commentaire de trois épisodes par le producteur délégué et l'équipe - Documentaire en trois parties sur la création de la série - Vidéos des auditions du casting - Scènes coupées - Storyboards - Répétition de danse de Summer Glau - Bêtisier - The Demon Hand en version longue Au Royaume-Uni : - Scènes coupées En France : - Commentaire de trois épisodes par le producteur délégué et l'équipe - Documentaire en trois parties sur la création de la série - Version longue de l'épisode 7 - Vidéos des auditions du casting - Scènes inédites - L'histoire d'Animatic - Répétition de danse de Summer Glau - Bêtisier |
| Dates de sortie | |
| Royaume-Uni | 11 août 2008 |
| États-Unis | 19 août 2008 |
| France | 13 janvier 2010 |

| Saison 2 | |
| Détails du coffret | Bonus |
| En France : - Les vingt deux épisodes, répartis sur six DVD - Langues : Anglais 5.1, Français 2.0, Espagnol 2.0 - Sous titres : Français, Espagnol, Néerlandais, Danois, Finnois, Norvégien, Portugais, Suédois - Pour malentendants : Anglais - Distributeur : Warner Home Video | En France : - DVD 1 : Les étapes du storyboard : Cameron va mal - DVD 2 : Cameron cotre Rosie : Préparation du combat - DVD 6 : Les chroniques continuent : Terminator - Documentaire en 8 parties. Bêtisier |

### Bande originale
La bande originale de la série est sortie le 23 décembre 2008. Elle est distribuée par La-La Land Records et contient 24 pistes. Son auteur est le musicien Bear McCreary, par ailleurs auteur de la musique des séries Battlestar Galactica, The Walking dead et, Black Sails.